# Disophrys ophthalmica
Disophrys ophthalmica är en stekelart som först beskrevs av Gyöö Viktor Szépligeti 1908.  Disophrys ophthalmica ingår i släktet Disophrys och familjen bracksteklar. Inga underarter finns listade i Catalogue of Life.